# Faydit
Chevaliers Faydits (oder Faidits) waren die okzitanischen Ritter, die während und nach dem Albigenserkreuzzug (1209–1229) gegen die Kreuzfahrer und die französische Herrschaft kämpften.
Die Weigerung, sich den Kreuzfahrern unter der Führung des Simon IV. de Montfort zu unterwerfen und sich ihnen anzuschließen, oder das Bekenntnis zur Häresie der Katharer bedeutete in den meisten Fällen auch den Verlust des Besitzes.
Graf Raimund VI. von Toulouse führte 1213 in der Schlacht bei Muret eine große Anzahl von Faydits in den Kampf. Die Niederlage von Simons Sohn, Amaury, (1224) ermöglichte es einigen von ihnen, ihren Besitz kurzzeitig zurückzugewinnen, den sie jedoch während des Kreuzzuges König Ludwigs VIII. von Frankreich im Jahre 1226 wieder aufgeben mussten.
Die neuen Machtverhältnisse wurden im Vertrag von Meaux-Paris schließlich neu geregelt, und in den enteigneten Lehen wurden neue, der französischen Krone treu ergebene Vasallen eingesetzt. Eine große Zahl von Adligen des Languedoc fand ein Exil am Hof König Jakobs I. von Aragón, der der oberste Lehnsherr des größten Teils des Languedocs war. Hauptsächlich vom Roussillon ausgehend, kämpften die Faydits aus dem Untergrund heraus gegen die Etablierung der französischen Herrschaft in Okzitanien und gegen die einsetzende Inquisition. Der Guerillakampf fand 1240 im gescheiterten Aufstand des Raimund II. Trencavels seinen Höhepunkt. In der Folge unterwarfen sich nach und nach die meisten Faydits der Krone Frankreichs und stellten sich in deren Dienst – so zum Beispiel Olivier de Termes, der 1255 seinen ehemaligen Kampfgefährten Xacbert de Barbaira auf der Katharerfeste Quéribus belagerte und gefangen nahm.

## Liste bekannter Faydits
- Jourdain de Saissac
- Bertrand de Saissac
- Guillaume de Minerve
- Pierre de Fenouillet
- Olivier de Termes
- Guillaume de Peyrepertuse
- Jourdain de Cabaret
- Pierre Roger de Cabaret
- Pons de Mirabel
- Pierre Roger de Mirepoix der Jüngere
- Arnaud Roger de Mirepoix
- Guillaume de Lahille
- Bernard-Othon de Niort
- Raimund de Péreille
- Raimund II. Trencavel
- Xacbert de Barbaira
- Bernard Jourdain de l’Isle-Jourdain
- Sicard de Puylaurens
- Aimery de Roquefort
- Raymond de Roquefeuille
- Raimund Sans de Rabat
- Augier de Rabat